# Belka
Belka is een plaatsje in de regio Wheatbelt in West-Australië. Het ligt 261 kilometer ten oosten van Perth, 35 kilometer ten zuiden van Merredin en 16 kilometer ten noorden van Bruce Rock. Belka maakt deel uit van het landbouwdistrict Shire of Bruce Rock.

## Geschiedenis
Ten tijde van de Europese kolonisatie leefden de Njakinjaki Nyungah Aborigines in de streek.
Belka werd in 1914 gesticht langs de spoorweg tussen Bruce Rock en Merredin. De naam zou zijn afgeleid van het Aborigineswoord voor "enkel". De overheid bouwde er een dam voor watervoorziening, die diende tot Belka in 1923 op C.Y. O'Connors waterpijpleiding werd aangesloten. De dam werd vervolgens een picknick-plaats en zwemgelegenheid.
In 1916 werd er een postkantoor geopend. Het bleef tot 1957 in dienst. De landbouwers uit de streek richtten in 1917 een coöperatieve op en in 1920 opende deze een winkel. In de jaren 1920 opende een hoefsmid de deuren maar door de crisis van de jaren 30 werd de zaak gesloten. In 1921 werd een school opgestart. Er werd onderwezen tot 1942. De school opende nog twee keer voor een korte periode maar daarna werden de leerlingen met de bus naar de school in Bruce Rock gevoerd.

## Transport
De Great Eastern Highway kan via de Bruce Rock-Merredin Road bereikt worden.
Belka ligt langs de spoorweg tussen Bruce Rock en Merredin waarover enkel nog graantreinen van CBH Group rijden.

## Klimaat
De streek kent een koud steppeklimaat, BSk volgens de klimaatclassificatie van Köppen.